# M1129 Stryker
M1126 «Страйкер» (англ. M1129 Mortar Carrier) — самохідний міномет, що перебуває на озброєнні механізованих військ армії США, створений на базі канадсько- швейцарського бронетранспортера LAV III/MOWAG Piranha.

## Призначення
M1129 Mortar Carrier (MCV-B) належить до сімейства бойових машин «Страйкер» й призначений для вогневого ураження противника мінометним вогнем.

## Галерея

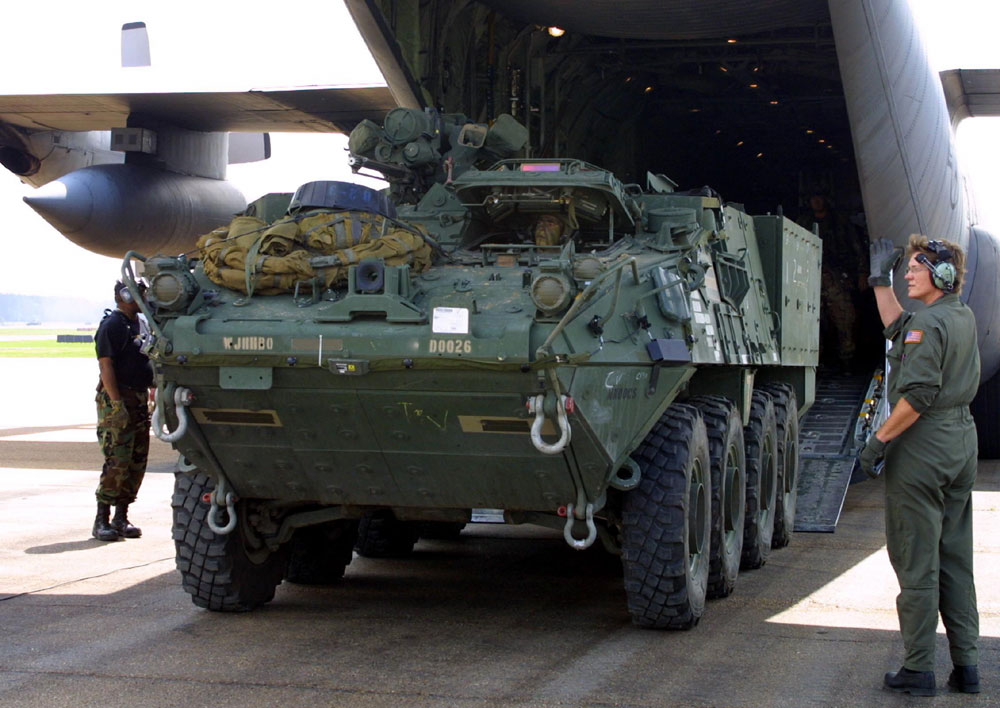
Самохідний міномет M1129 Stryker вивантажується з військово-транспортного літака C-130 «Геркулес».
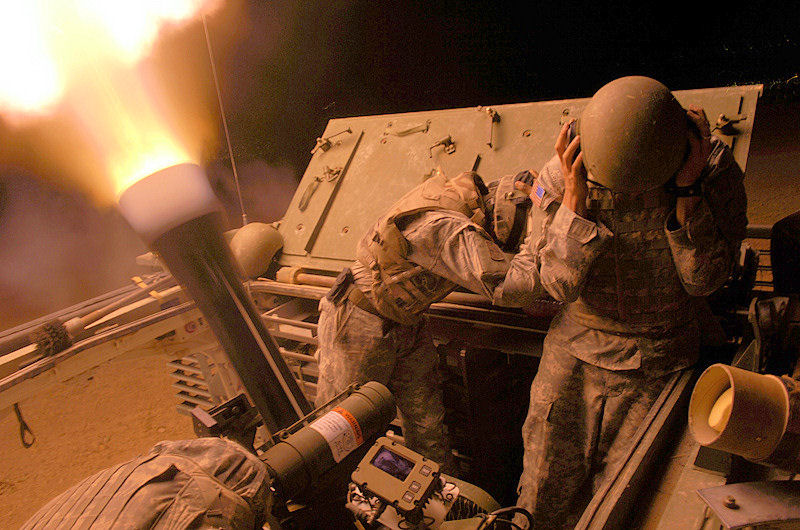
Стрільба вночі з 120-мм міномета Soltam K6. 24 березня 2009
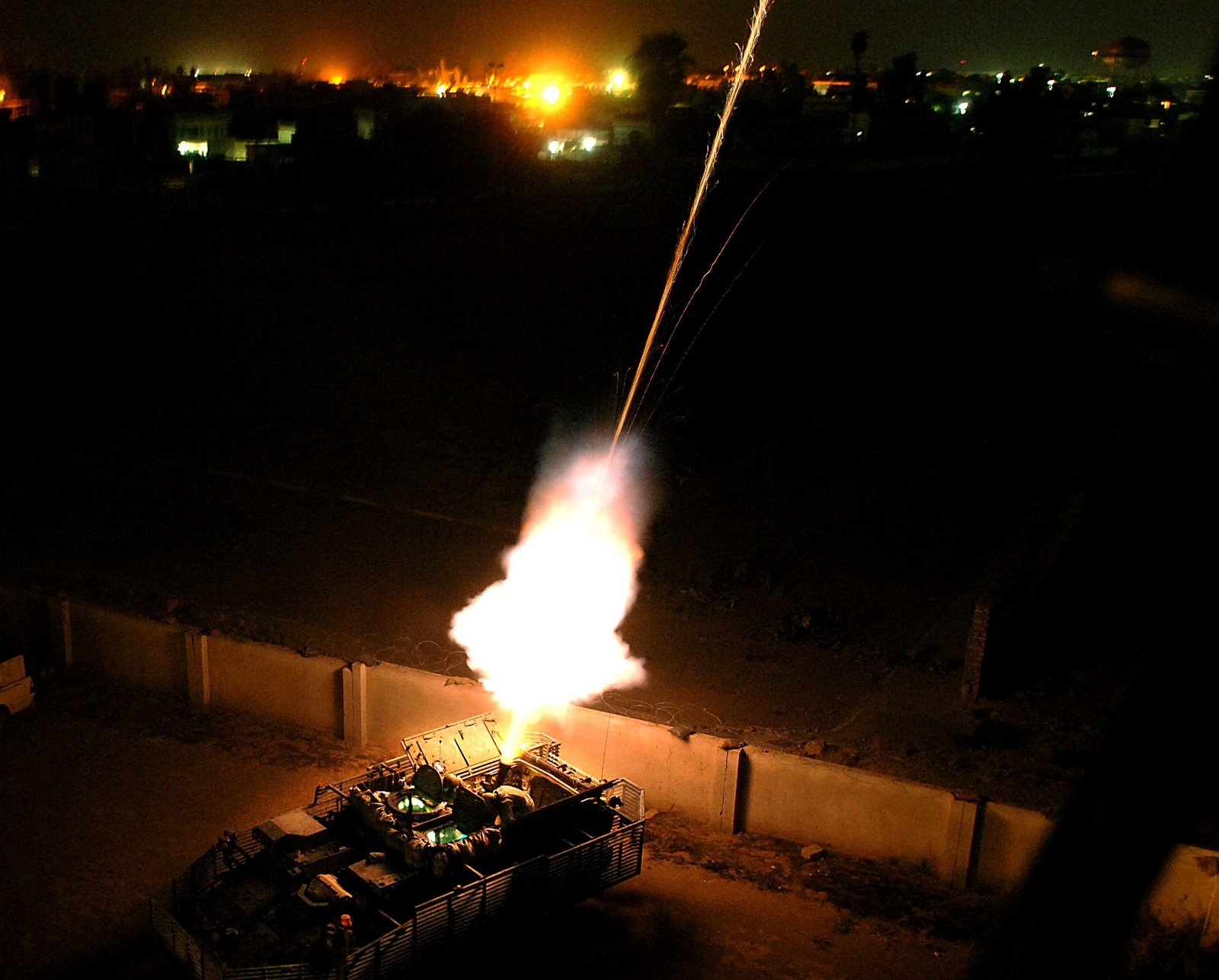
Постріл з самохідного міномету M1129 вночі

## Відео
- M1129 Mortar Carrier
- U.S. Army M1129 MCV — Mortar Carrier Vehicle